# Radocha
Radocha – dzielnica Sosnowca.
Jako wieś, wespół z innymi: Ostrą Górką, Pogonią, Sielcem i  Starym Sosnowcem, zapoczątkowała na mocy ukazu carskiego w 1902 miasto Sosnowice, dzisiejszy Sosnowiec.
Graniczy od północy i zachodu ze Śródmieściem (od północy właściwie z historyczną Ostrą Górką), od wschodu z Dębową Górą, którą to granicę wyznacza przepływająca tutaj rzeka Czarna Przemsza a uchodząca do niej tutaj Brynica wyznacza granicę południową, z Mysłowicami.
Przecięta torowiskiem historycznej Kolei Iwangorodzko-Dąbrowskiej nie posiadającym tutaj stacji i rzadko już używanym na tym odcinku, jednak dzięki któremu ówcześnie nabrała istotnego znaczenia gospodarczego.

## Historia
- XVII wiek – pierwsze wzmianki o osadzie
- 1827 – wieś posiadała 4 domy, 22 mieszkańców i karczmę
- 1820–1866 – okres działania kopalni "Szarlota"
- 1883 – uruchomiono fabrykę świec "Woskownia"
- 1902 – wejście wsi Radocha w skład nowo utworzonego miasta Sosnowice, przemianowanego później na Sosnowiec
- 2002 – ogłoszenie upadłości Przedsiębiorstwa Produkcyjno-Usługowego Przemysłu Węglowego Radocha – spadkobiercy dominującego w dzielnicy zakładu przemysłowego, wyznaczającego jej ponad 100-letnią świetność gospodarczą

## Inne obiekty i miejsca
- Areszt Śledczy w Sosnowcu, dawne carskie więzienie oraz niemiecki Stammlager "RADOCHA".